# Enuka Okuma
Enuka Vanessa Okuma (Vancouver, Columbia Británica, Canadá, 20 de septiembre de 1976) es una actriz canadiense de ascendencia nigeriana de cine y televisión. Hizo su debut en 1990 en la serie de televisión Hillside. Es conocida por su papel de la detective Traci Nash en la serie policial Rookie Blue (2010-2015), en la serie de televisión canadiense Madison (1994-1998) y en Sue Thomas, el ojo del FBI (2002-2005).

## Primeros años
Okuma nació en Vancouver, Columbia Británica, Canadá. Ella es de ascendencia nigeriana del pueblo Igbo y se graduó de la Escuela de Artes Contemporáneas de la Universidad Simon Fraser.

## Carrera
En 1990, comenzó su carrera en televisión, apareciendo como miembro habitual del elenco durante la primera temporada de la telenovela para adolescentes Hillside. A lo largo de la década de 1990, también desempeñó papeles secundarios en varias películas para televisión y series de televisión canadienses, como Madison. Finalmente hizo su debut cinematográfico con un papel secundario en Double Jeopardy (1999).
Okuma coprotagonizó la serie de drama criminal estadounidense Sue Thomas, el ojo del FBI de 2002 a 2005. Fue estrella invitada en varias series de televisión exitosas, incluidas Dark Angel, Odyssey 5, Cold Case, Grey's Anatomy y NCIS: Los Ángeles. Tuvo el papel recurrente de Marika Donoso en la séptima temporada de la serie 24 de Fox.
En 2010, Okuma comenzó a protagonizar la serie dramática policial de Global/ABC, Rookie Blue, como la detective Traci Nash.
Okuma fue elegida como uno de los personajes principales del piloto de ABC, The Adversaries, en 2015. Ese año, también interpretó a Nia Lahey en la exitosa serie How to Get Away with Murder. En 2021 se unió a la serie Workin' Moms como el personaje recurrente Sloane Mitchell y se convirtió en un personaje habitual la siguiente temporada.

### Actriz de voz
Okuma prestó su voz a Lady Une en el doblaje en inglés de Mobile Suit Gundam Wing, a Jade en la serie animada canadiense Shadow Raiders y también prestó su voz a la fusión de gemas Rhodonite en Steven Universe. Prestó su voz para el personaje Tau Idair en el juego Star Wars: The Old Republic.
Su voz interpreta el personaje de Aleena en el largometraje de ciencia ficción de realidad virtual de 2019 Eleven Eleven, escrito por el guionista australiano Lucas Taylor. La película tuvo su estreno mundial en SXSW y fue nominada a un AWGIE.

## Filmografía

### Cine
| Año  | Título                  | Rol                   | Director(a)                     |
| ---- | ----------------------- | --------------------- | ------------------------------- |
| 1999 | Double Jeopardy         | Parolee               | Bruce Beresford                 |
| 1999 | Daydrift                | Lucy                  | Ryan Bonder                     |
| 2000 | Reindeer Games          | Mesera Cocktail       | John Frankenheimer              |
| 2001 | Josie and the Pussycats | Equipo Fashion        | Harry Elfont y Deborah Kaplan   |
| 2001 | Suddenly Naked          | Andrea                | Anne Wheeler                    |
| 2001 | Sea                     | Sarah                 | Andrew Williamson               |
| 2003 | House of the Dead       | Karma                 | Uwe Boll                        |
| 2009 | Stolen                  | Oficial Angie Riddick | Anders Anderson                 |
| 2017 | Battle of the Sexes     | Bonny                 | Jonathan Dayton y Valerie Faris |
| 2019 | Eleven Eleven           | Aleena (voz)          | Keith Arem                      |
| 2020 | The Sleepover           | Elise                 | Trish Sie                       |
| 2020 | Eat Wheaties!           | Michelle              | Scott Abramovitch               |

### Televisión
| Año           | Título                      | Rol                                                         | Notas                                               |
| ------------- | --------------------------- | ----------------------------------------------------------- | --------------------------------------------------- |
| 1990          | MacGyver                    | Miembro del Young Club (como Vanessa Okuma)                 | Episodio «The Gun»                                  |
| 1991          | Hillside                    | Kelly (como Vanessa Okuma)                                  | 13 episodios                                        |
| 1993-1997     | Madison                     | Sheri Davis (como Enuka Vanessa Okuma y como Vanessa Okuma) | 5 episodios                                         |
| 1998          | La clave Da Vinci           | Summer                                                      | 2 episodios                                         |
| 1998          | NightMan                    | Singer/Crystal                                              | 3 episodios                                         |
| 1998          | Shadow Raiders              | Jade (voz)                                                  | 10 episodios                                        |
| 1999          | Deep in the City            | Kira                                                        | 5 episodios                                         |
| 2000          | G-Saviour                   | Cynthia Graves                                              | Telefilme                                           |
| 2000          | Mobile Suit Gundam Wing     | Lady Une (voz)                                              | Versión inglés                                      |
| 2000          | Dragon Ball Z               | voz                                                         | Versión inglés                                      |
| 2000          | These Arms of Mine          | Adrian                                                      | 2 episodios                                         |
| 2001          | Gundam Wing: Endless Waltz  | Lady Une (voz)                                              | Versión inglés                                      |
| 2001          | Andrómeda                   | Sofia/Isabella Ortiz                                        | Episodio «Last Call at the Broken Hammer»           |
| 2002          | La clave Da Vinci           | Maria                                                       | 2 episodios                                         |
| 2002-2005     | Sue Thomas, el ojo del FBI  | Lucy Dotson                                                 | 56 episodios                                        |
| 2006          | Cold Case                   | Alice Stallworth en 1948                                    | Episodio «Sandhogs»                                 |
| 2007          | Grey's Anatomy              | Teresa Brotherton                                           | Episodio «Physical Attraction... Chemical Reaction» |
| 2009          | 24                          | Marika Donoso                                               | 4 episodios                                         |
| 2009          | What Colour Is Love?        | Beverly Rivers                                              | Telefilme                                           |
| 2009          | Medium                      | Julie Skahan                                                | 1 episodio                                          |
| 2010–2015     | Rookie Blue                 | Traci Nash                                                  | 74 episodios                                        |
| 2015          | How to Get Away with Murder | Nia Lahey                                                   | 2 episodios                                         |
| 2016          | Slasher                     | Lisa-Ann Follows                                            | 4 episodios                                         |
| 2016          | Masters of Sex              | Cleo                                                        | Episodio «Coats or Keys»                            |
| 2017-2019     | Steven Universe             | Rhodonite (voz)                                             | 5 episodios                                         |
| 2018          | Caught                      | KC Williams                                                 | 5 episodios                                         |
| 2018          | Impulse                     | Deputy Anna Hulce                                           | Rol recurrente                                      |
| 2019          | A Million Little Things     | Sandra                                                      | 2 episodios                                         |
| 2021          | Frankie Drake Mysteries     | Toni Freedmon                                               | Episodio «Sweet Justice»                            |
| 2021-presente | Workin' Moms                | Sloane Mitchell                                             | Rol principal                                       |